# Брион ле Сабл
Брион ле Сабл (фр. Briosne-lès-Sables) је насељено место у Француској у региону Лоара, у департману Сарт.
По подацима из 2011. године у општини је живело 525 становника, а густина насељености је износила 53,3 становника/km².

## Демографија
| 1962. | 1968. | 1975. | 1982. | 1990. | 2011. |
| ----- | ----- | ----- | ----- | ----- | ----- |
| 396   | 380   | 326   | 257   | 292   | 525   |